# Italstat

ITALSTAT - Società Italiana per le Infrastrutture e l'Assetto del Territorio SpA - Société Italienne pour les infrastructures et l'aménagement du territoire, fut, à l'origine, la holding au sein du groupe tentaculaire d'État IRI spécialisée dans le domaine de l'ingénierie de la construction. C'était la société d'État du secteur ingénierie des grands travaux et infrastructures.

## Historique

### Les origines
La société Italstat a été créée le 19 novembre 1956 à Rome sous le nom SISI - Società Immobiliare Strade Italiane S.p.A.. Durant ses 30 années d'activité, elle changera à trois reprises de raison sociale : tout d'abord elle s'appellera « Firema - Autostrada Firenze-Mare SpA » pour ensuite devenir « Statt » et enfin « Italstat S.p.A.. » 
Son siège social était implanté à Rome, Via Arno N° 9/A. En 1981, son capital social était de 60 milliards de £ires soit l'équivalent de 200 millions de francs de l'époque.

## Participations
- Italsanità - société du groupe IRI spécialisée dans la conception et réalisation de structures hospitalières,
- Autostrade S.p.A. - société du groupe IRI spécialisée dans la construction et gestion des autoroutes, privatisée en 1999,
- Condotte d'Acqua S.p.A. - société d'ingénierie et de constructions du groupe IRI, sera cédée au groupe Ferrocemento SpA en 1997,
- Italstrade S.p.A. - société d'ingénierie et de constructions du groupe IRI spécialisée dans les routes et autoroutes, a été cédée au groupe de travaux publics Astaldi SpA,
- Italscai S.p.A. - société de constructions du groupe IRI spécialisée dans les grands travaux : ports barrages, autoroutes. En 1980, elle fusionnera avec Italstrade SpA.
- Pavimental S.p.A. - société spécialisée dans les revêtements de chaussées autoroutières et pistes d'aéroports. La société a été rachetée en 1981 par Italstrade et sera intégrée dans Autostrade S.p.A. en 1996 et cédée au groupe Benetton à la suite de sa privatisation en 1999.
- Italter
- Italeco S.p.A. - société d'ingénierie du groupe IRI spécialisée dans l'informatique. Elle a été privatisée en 2003 et cédée à Edicomp SpA.
- Italposte S.p.A. - société d'État créée en 1974 et dépendant du Ministère des Postes et Télécommunications de l'époque. A été reprise par le groupe public Edilpro SpA, filiale d'Iritecna SpA
- SPEA - Ingegneria Europea S.p.A. - société d'ingénierie du groupe IRI spécialisée dans le calcul et le dimensionnement des infrastructures. Elle fut cédée en 1996 au groupe Autostrade.
- Sistemi Urbani S.p.A. - société du groupe IRI spécialisée dans la reconversion des anciens sites industriels abandonnés. La moitié du capital de la société a été cédé, en 2001, à Brioschi Finanziaria et est devenue Riquadro SpA.

### La fusion avec Iritecna
En 1991, Italstat et Iritecna SpA fusionnent. En 1994, Iritecna se transforme en Fintecna S.p.A.